# Jyamrukot
Jyamrukot – gaun wikas samiti w zachodniej części Nepalu w strefie Dhawalagiri w dystrykcie Myagdi. Według nepalskiego spisu powszechnego z 2001 roku liczył on 700 gospodarstw domowych i 3332 mieszkańców (1802 kobiet i 1530 mężczyzn).